# Bertholdia steinbachi
Bertholdia steinbachi là một loài bướm đêm thuộc phân họ Arctiinae, họ Erebidae.